# Zabuxçay
Zabuxçay (armeniska: Զաբուխ, Zabukh, Aghavnojur, Աղավնոձուր) är ett vattendrag i Azerbajdzjan.   Det ligger i distriktet Laçın Rayonu, i den sydvästra delen av landet, 300 km väster om huvudstaden Baku.
Trakten runt Zabuxçay består i huvudsak av gräsmarker. Runt Zabuxçay är det ganska glesbefolkat, med 30 invånare per kvadratkilometer.